# On the Ground
«On the Ground» es el primer sencillo en solitario de la cantante neozelandesa-surcoreana y miembro de Blackpink, Rosé, que fue lanzado el 12 de marzo de 2021 a través de YG Entertainment e Interscope Records. La canción corresponde al título principal de su álbum sencillo debut titulado -R-. Fue escrita por Amy Allen, Jon Bellion, Jorgen Odegard, Raúl Cubina, Teddy Park y Rosé, y producida por Jorgen Odegard, ojivolta, Teddy Park, Jon Bellion y 24.
La canción debutó en la lista musical Billboard Hot 100 en la posición N.º 70, consiguiendo un nuevo récord como la artista solista coreana en alcanzar la mejor posición en dicha lista, superando a CL, quien en 2016 se había ubicado en el lugar 94 con su canción «Lifted».

## Antecedentes y lanzamiento
El 1 de junio de 2020, YG Entertainment, agencia de Blackpink, anunció que el proyecto solista de Rosé se encontraba en preparación y que sería lanzado luego de la publicación del primer álbum de la agrupación, titulado The Album. Tras el lanzamiento del álbum el 2 de octubre de 2020, no hubo novedades respecto a las producciones en solitario.
El 30 de diciembre, YG Entertainment confirmó que tanto Lisa como Rosé harían su debut en solitario durante el 2021.
El 25 de enero de 2021, se informó que Rosé presentaría su nueva canción en el concierto en línea titulado The Show, que Blackpink llevaría a cabo el 31 de enero, como un regalo sorpresa para todos sus fanáticos. Además, la agencia informó que planea anunciar de manera oficial la fecha de debut en solitario de la cantante apenas se complete la posproducción de su vídeo musical, agregando que la grabación del videoclip fue finalizada a mediados de enero. Ese mismo día, se publicó a través de las redes sociales oficiales del grupo un primer teaser tráiler del vídeo musical del sencillo, sin embargo, días después fue informado que la canción del teaser, misma canción que sería presentada en el concierto, correspondía al lado B del nuevo álbum de Rosé, titulada «Gone», y no al título principal.
El 1 de marzo, las redes sociales oficiales de Blackpink publicaron dos pósteres promocionales, confirmando que la fecha oficial de lanzamiento sería el 12 de marzo de 2021. El 4 de marzo, mediante la publicación de un nuevo teaser póster, se anunció oficialmente que el título de la pista principal de su nuevo álbum sencillo sería «On the Ground», el que fue lanzado simultáneamente con su álbum sencillo.

## Composición y letras
La canción fue producida por Jon Bellion, reconocido productor musical quien ha compuesto para reconocidos artistas como Eminem, Katy Perry y Camila Cabello. Junto a él trabajaron Jorgen Odegard (Justin Bieber, Pink), ojivolta (Halsey, Selena Gomez), Teddy Park y 24. Mientras que la letra fue escrita por Amy Allen, Jon Bellion, Jorgen Odegard, Raúl Cubina, Teddy Park, además de la propia Rosé.
Complementado con una guitarra simple y un ritmo inspirado en el EDM, «On the Ground» es una canción de electropop y pop acompañada de voces «entrecortadas». La pista presenta a Rosé reflexionando sobre su vida como una superestrella mundial del k-pop y se da cuenta de que lo que realmente importa en su vida ya está dentro de ella.
En términos de notación musical, la canción está compuesta en clave de do mayor, con un tempo de 189 pulsaciones por minuto, y tiene una duración de dos minutos y cuarenta y ocho segundos.

## Vídeo musical
El 25 de enero de 2021 se publicó a través de la cuenta de YouTube del grupo un primer teaser tráiler del vídeo musical del sencillo, sin embargo, días después fue informado que la canción del teaser correspondía al lado B del nuevo álbum sencillo de Rosé, canción titulada «Gone».
El 7 de marzo, fue publicado un primer teaser tráiler del vídeoclip de «On the Ground». El 12 de marzo, tras una transmisión en vivo a través de V Live, se realizó el lanzamiento mundial en YouTube del vídeo musical, que fue dirigido por Han Sa-min. Un vídeo detrás de escena se subió un día después del vídeo musical, el 13 de marzo de 2021.
Tras las primeras 24 horas, el vídeo acumuló 41,6 millones de visitas, batiendo el récord de 38,4 millones de visualizaciones que ostentaba PSY desde el año 2013 con su canción «Gentleman», convirtiéndose en el vídeo musical de un/a solista coreano/a con más reproducciones durante las primeras 24 horas. Luego de siete días desde su lanzamiento, el vídeo alcanzó las 100 millones de reproducciones, estableciendo un nuevo récord para solistas femeninas coreanas, superando la marca de su compañera de grupo Jennie con su canción «Solo» (2018), que había alcanzado dicha cifra en 23 días. El 9 de abril, el sitio oficial de Guinness World Records hizo oficial este récord mundial.
El 22 de marzo de 2021, la cuenta oficial de Blackpink publicó el vídeo de práctica de la performance de «On the Ground».

## Promoción
Rosé fue la invitada estelar del programa Released de YouTube Originals, que fue emitido veinte minutos antes del estreno global de su nueva canción, en donde habló de su álbum y su nuevo sencillo. Tras el lanzamiento, en la semana siguiente, se presentó en los programas de música de Corea del Sur Inkigayo, M! Countdown y Show! Music Core, mientras que el 17 de marzo hizo su debut americano como solista en el programa The Tonight Show Starring Jimmy Fallon, de la cadena NBC, donde interpretó su sencillo principal, convirtiéndose en la primera solista coreana en actuar en el programa.
El 14 de marzo, la cantante apareció en el programa My Little Old Boy como invitada especial. El 20 de marzo de 2021, Rosé aparecerá en el programa de televisión de Corea del Sur Knowing Bros junto con Lee Hye-ri del grupo Girl's Day. Además, la cantante concedió una entrevista al New Music Daily de Apple Music presentado por Zane Lowe.

## Rendimiento comercial
Un día después del lanzamiento del sencillo, «On the Ground» alcanzó el primer lugar en las listas musicales de iTunes en más de 50 países, incluyendo Estados Unidos, Brasil, Francia y Tailandia. En Spotify, el sencillo alcanzó los 3 millones de streams en solo 24 horas.
En Corea del Sur, la canción debutó en el lugar 15 de la lista musical Gaon Digital Chart, ascendiendo a la 4.ª posición la semana siguiente; y en el 3.ᵉʳ lugar del chart K-pop Hot 100 de Billboard. También se estrenó en la 3.ª posición en la lista de Hot Singles del Recorded Music NZ de Nueva Zelanda. Además, se convirtió en la primera artista femenina solista de k-pop en alcanzar la lista oficial de singles OCC del Reino Unido, debutando en el puesto 43 de la semana del 19 al 25 de marzo.
En los Estados Unidos, la canción debutó en el primer lugar tanto en la lista Billboard Global 200 como en la lista Billboard Global Excl. U.S.; en el gráfico Billboard World Digital Song Sales debutó en la posición N.º 10, mientras que en la lista Billboard Hot 100 ingresó, en la segunda semana tras su lanzamiento, en la posición N.º 70, consiguiendo un nuevo récord como la artista solista coreana en alcanzar la mejor posición en dicha lista, superando a CL, quien en 2016 se había ubicado en el lugar 94 con su canción «Lifted».

## Recepción y crítica
Luego del lanzamiento, «On the Ground» recibió en general críticas positivas de sitios especializados de música. Rhian Daly de la revista británica NME le dio una calificación de 4 sobre 5, señalando que «On The Ground ofrece una importante lección de vida sobre el pop alegre e infundido de EDM. Trabajé toda mi vida para estar en lo más alto / Solo para darme cuenta de que todo lo que necesito está en el suelo. Esa letra podría referirse al entrenamiento intenso que atraviesan los ídolos del K-pop y los subproductos encantados de la fama que disfrutan después del debut, pero su punto es universal». Además indicó que «en el segundo verso es cuando sus palabras comienzan a dar vueltas y fluir con más ritmo. Un camino interesante para que la cantante comience a recorrer, pero que muestra sutilmente su curiosa creatividad».
Alyssa Bailey de revista Elle indicó que «La letra, completamente en inglés, es una mirada reveladora de lo que Rosé, una de las cantantes más famosas del mundo, ha aprendido sobre la vida. Y el vídeo musical -visualmente hermoso- también tiene raíces profundamente personales».
Bernadetta Yucki de Cultura.id señaló que «Rosé explora una musicalidad que suena más idealista en términos de composición de letras y arreglos musicales; más que una canción con un gancho pegadizo y sin coreografía». Además dijo que «On The Ground es una de las canciones más nuevas con hermosas letras basadas en la experiencia personal de Rosé como cantante que ha estado tratando de seguir su carrera...»
Hugh McIntyre de Forbes indicó que «una de las miembros de uno de los grupos de chicas más grande del planeta, la cantautora Rosé, ahora ha hecho historia en uno de los mercados musicales más grandes del mundo por su cuenta. En el ranking de canciones del Reino Unido, rompió un techo de cristal que, de alguna manera, todavía estaba intacto. La figura de múltiples talentos es ahora la primera músico coreana solista en trazar un sencillo exitoso en esta nación».
Alisa S. Regassa de The Crimson señaló que «la vibra enérgica de esta pista es inherentemente más esperanzadora en comparación con la dulzura complaciente de «Gone», que simboliza una perspectiva más positiva sobre el futuro que Rosé se esfuerza por enfrentar en su camino a la fama... Suena como una pista deprimente al principio, pero luego el ritmo cae y Rosé, la rapera, hace una aparición en los ad libs del coro, elevando repentinamente la vibra antes desesperada».

## Reconocimientos

### Récords Mundiales
| Año  | Publicación            | Récord                                                                                | Desde               | Hasta                    | Ref.   |
| ---- | ---------------------- | ------------------------------------------------------------------------------------- | ------------------- | ------------------------ | ------ |
| 2021 | Guinness World Records | Vídeo de Música de YouTube más visto en 24 horas por un artista de k-pop en solitario | 12 de marzo de 2021 | 10 de septiembre de 2021 | [ 22 ] |

### Premios y nominaciones
| Año  | Evento                             | Premio                                | Resultado | Ref.   |
| ---- | ---------------------------------- | ------------------------------------- | --------- | ------ |
| 2021 | Asian Pop Music Awards             | Mejor vídeo musical - Extranjero      | Ganador   | [ 46 ] |
| 2021 | Asian Pop Music Awards             | Top 20 Canciones del año - Extranjero | Ganador   | [ 46 ] |
| 2021 | Asian Pop Music Awards             | Grabación del año - Extranjero        | Nominado  | [ 47 ] |
| 2021 | Gaon Chart Music Awards            | Canción del año - marzo               | Nominado  | [ 48 ] |
| 2021 | JOOX Malasia Top Music Awards      | Top 5 K-pop Hits                      | Ganadora  | [ 49 ] |
| 2021 | KBS World Radio K-Pop Awards       | Mejor canción del año                 | Nominado  | [ 50 ] |
| 2021 | Melon Music Awards                 | Mejor canción del año                 | Nominado  | [ 51 ] |
| 2021 | Mnet Asian Music Awards            | Mejor performance de baile - Solista  | Ganador   | [ 52 ] |
| 2022 | Golden Disc Awards                 | Canción digital (Bonsang)             | Nominado  | [ 53 ] |
| 2022 | JOOX Thailand Top Music Awards     | Canción coreana del año               | Nominado  | [ 54 ] |
| 2022 | RTHK International Pop Poll Awards | Top Ten International Gold Songs      | Ganador   | [ 55 ] |

### Premios en programas de música
| Programa                  | Fecha               | Ref.   |
| ------------------------- | ------------------- | ------ |
| Show Champion (MBC Music) | 24 de marzo de 2021 | [ 56 ] |
| M! Countdown (Mnet)       | 25 de marzo de 2021 | [ 57 ] |
| M! Countdown (Mnet)       | 8 de abril de 2021  | [ 58 ] |
| Music Bank (KBS 2TV)      | 26 de marzo de 2021 | [ 59 ] |
| Show! Music Core (MBC TV) | 27 de marzo de 2021 | [ 60 ] |
| Inkigayo (SBS)            | 28 de marzo de 2021 | [ 61 ] |

### Listados
| Publicación              | Lista                                                            | Ranking  | Ref.   |
| ------------------------ | ---------------------------------------------------------------- | -------- | ------ |
| Amazon Music             | Best of 2021: K-Pop                                              | Incluida |        |
| Billboard                | The 50 Best Songs of 2021 So Far: Staff Picks                    | 39.º     | [ 62 ] |
| Billboard                | 25 Best K-Pop Songs of 2021: Critics’ Picks                      | 25.º     | [ 63 ] |
| Bugs                     | Most Loved Songs 2021                                            | 26.º     | [ 64 ] |
| Genius                   | The Genius Community’s 25 Best Songs of 2021 So Far              | 8.º      | [ 65 ] |
| Genius Korea             | 2021 Year End Chart - Top Songs                                  | 6.º      | [ 66 ] |
| Genius Korea             | 2021 Year End Chart - Top K-Pop Songs                            | 5.º      | [ 67 ] |
| Hypebae                  | The Best K-pop Songs and Music Videos of 2021 so far             | Incluida | [ 68 ] |
| Marie Claire             | The 20 Best New K-Pop Songs of 2021                              | Incluida | [ 69 ] |
| Melon                    | Top 100 Songs That Received The Most Likes In 2021               | 17.º     | [ 70 ] |
| NME                      | The 25 best K-pop songs of 2021                                  | 23.º     | [ 71 ] |
| Rolling Stone India      | 21 Best Korean Music Videos of 2021                              | 15.º     | [ 72 ] |
| Rolling Stone India      | Top 5 Korean Music Videos of 2021 (Popular choice)               | 6.º      | [ 73 ] |
| Soompi                   | 11 K-Pop Songs Without Rap Sections That Are Still Total Bangers | Incluida | [ 74 ] |
| South China Morning Post | Best K-pop songs of 2021 so far                                  | Incluida | [ 75 ] |
| South China Morning Post | The 20 best K-pop songs of 2021                                  | 19.º     | [ 76 ] |
| Spotify                  | Best K-Pop Songs of 2021                                         | Incluida | [ 77 ] |
| Spotify                  | Top K-Pop Tracks of 2021                                         | Incluida | [ 78 ] |
| Spotify                  | Top K-Pop Songs Globally 2021                                    | 7.º      | [ 79 ] |
| Teen Vogue               | The 54 Best K-Pop Songs of 2021                                  | Incluida | [ 80 ] |
| The Line of Best Fit     | The Best Songs of 2021                                           | 23.º     | [ 81 ] |
| Tidal                    | Best of K-Pop 2021                                               | Incluida | [ 82 ] |
| Tracklist                | Os 25 melhores singles internacionais de 2021 – até agora        | 12.º     | [ 83 ] |

## Posicionamiento en listas
| Lista (2021)                                        | Mejor posición |
| --------------------------------------------------- | -------------- |
| Australia (ARIA)                                    | 31             |
| Bélgica (Ultratip Flanders)                         | 50             |
| Canadá (Canadian Hot 100)                           | 35             |
| Corea del Sur (Gaon Digital Chart)                  | 4              |
| Corea del Sur (K-Pop Hot 100)                       | 3              |
| Estados Unidos (Billboard Global 200)               | 1              |
| Estados Unidos (Billboard Global Excl. U.S.)        | 1              |
| Estados Unidos (Billboard Hot 100)                  | 70             |
| Estados Unidos (Billboard World Digital Song Sales) | 10             |
| Francia (SNEP)                                      | 196            |
| Hungría (Single Top 40)                             | 6              |
| Irlanda (IRMA)                                      | 49             |
| Japón (Japan Hot 100)                               | 50             |
| Lituania (AGATA)                                    | 46             |
| Malasia (RIM)                                       | 2              |
| Nueva Zelanda (RMNZ)                                | 3              |
| Portugal (AFP)                                      | 88             |
| Reino Unido (OCC)                                   | 43             |
| Singapur (RIAS)                                     | 1              |

## Certificaciones
| País                                               | Organismo certificador | Certificación | Ventas certificadas | Ref.   |
| -------------------------------------------------- | ---------------------- | ------------- | ------------------- | ------ |
| Brasil                                             | PMB                    | Platino       | 40,000              | [ 97 ] |
| *Cifras de ventas basadas solo en certificaciones. |                        |               |                     |        |

## Historial de lanzamiento
| País  | Fecha               | Formato                    | Sello                                |
| ----- | ------------------- | -------------------------- | ------------------------------------ |
| Mundo | 12 de marzo de 2021 | Descarga digital streaming | YG Entertainment, Interscope Records |
| Mundo | 16 de marzo de 2021 | CD                         | YG Entertainment, Interscope Records |
| Mundo | 19 de abril de 2021 | LP                         | YG Entertainment, Interscope Records |